# Arendt Dreijer
Arendt Dreijer (jr), född 23 november 1822, död 13 juni 1872, var en svensk ämbetsman och jurist.
Dreijer blev student vid Uppsala universitet 1841, avlade hovrättsexamen 4 december 1843, blev vice häradshövding 1850, var assessor i Svea hovrätt 1853-1860, blev 1860 revisionssekreterare, var expeditionschef på justitiedepartementet 1861-1866, justitiekansler 25 maj 1866-1867 och var justitieråd 24 september 1867 till sin död 1872.